# Żarek mały
Żarek mały (Pyrocephalus (n.) dubius) – podgatunek żarka galapagoskiego, małego ptaka z rodziny tyrankowatych (Tyrannidae). Kwestia systematyki wątpliwa; niektórzy autorzy uznają go za osobny gatunek, inni za podgatunek żarka rubinowego (P. rubinus), z którego żarek galapagoski został wydzielony. Żarek mały występował na wyspie San Cristóbal (Galapagos). Ostatni raz odnotowano go w latach 80. XX wieku. Późniejsze poszukiwania zakończyły się fiaskiem; takson uznano za wymarły.

Zasięg występowania

## Taksonomia
Po raz pierwszy takson ten opisał John Gould w 1838, w 3. tomie The zoology of the voyage of H.M.S. Beagle. Nadał mu nazwę Pyrocephalus dubius (łac. dubius „wątpliwy”). Holotyp, dorosłą samicę, pozyskał Karol Darwin podczas podróży na HMS Beagle. Trafił do Muzeum Historii Naturalnej w Londynie. Współcześnie klasyfikacja tego taksonu jest sporna. Międzynarodowy Komitet Ornitologiczny (IOC) uznaje żarka małego za odrębny gatunek, podobnie jak autorzy Handbook of the Birds of the World. Niektórzy autorzy uznają żarka małego za podgatunek żarka rubinowego (P. rubinus) lub wydzielonego z niego żarka galapagoskiego (P. nanus). Odrębny status tego taksonu potwierdzają badania genetyczne, których wyniki opublikowano w 2016. Okazy przechowywane są w zbiorach w Tring i Waszyngtonie.

## Morfologia
Długość ciała wynosiła blisko 11 cm. W porównaniu do żarka rubinowego (P. rubinus) żarki małe wyróżniały się mniejszymi rozmiarami, krótszymi skrzydłami i ogonem oraz bledszym odcieniem czerwieni. U samca ciemię błyszczące, szkarłatne. Gardło i pierś intensywnie czerwone, dalej na brzuchu kolor przechodzi w jasnoczerwony. Kantarek, pokrywy uszne i wierzch ciała ciemnobrązowe. Nogi i dziób są czarne. Samica z wierzchu ciemnoszara, od spodu jaskrawożółta. Broda i gardło jaśniejsze. Ogon ciemnoszary.

## Zasięg
Żarek mały był endemitem San Cristóbal.

## Status
IUCN uznaje żarka małego za gatunek wymarły (EX, Extinct). W 1929, gdy Fisher eksplorował wyspę, żarki małe występowały na niej pospolicie. Do lat 80. XX wieku ich liczebność drastycznie spadła. Ostatnie stwierdzenie miało miejsce w 1987. Szeroko zakrojone badania terenowe w 1998 nie wykazały obecności tych ptaków na wyspie. Prawdopodobnie za wymarcie odpowiada głównie niszczenie środowiska poprzez wprowadzanie inwazyjnych gatunków roślin. Możliwe, że przyczyniły się do niego również choroby roznoszone przez komary.